# Алвин и чипоносковците: Голямото чипоключение
„Алвин и Чипоносковците: Голямото чипоключение“ (на английски: Alvin and the Chipmunks: The Road Chip) е американски детски анимационен филм от 2015 година на режисьора Уолт Бекер по сценарий на Ранди Мейъм Сингър и Адам Штикел.
Филмът е продължение на „Алвин и чипоносковците 3: Чипо-Крушение“. В центъра на сюжета е недоразумение, което кара героите да се опитват да попречат на своя осиновител да се ожени.
Месец след излизането си „Алвин и Чипоносковците: Голямото чипоключение“ получава три номинации за „Златна малинка“.

## Актьорски състав
- Джейсън Лий – Дейв Севил
- Тони Хейл – Агент Джеймс Съгс
- Кимбърли Уилямс-Пейсли – Саманта, новата приятелка на Дейв
- Джош Грийн – Майлс, синът на Саманта
- Бела Торн – Ашли Грей

### Озвучаващ състав
- Джъстин Лонг – Алвин Севил
- Матю Грей Гъблър – Саймън Севил
- Джеси Маккартни – Тиодор Севил
- Кристина Апългейт – Британи
- Ана Фарис – Джанет
- Кейли Куоко – Елинор